# Jacky Peeters
Jacky Peeters (ur. 13 grudnia 1969 w Bree) – belgijski piłkarz występujący na pozycji obrońcy.

## Kariera klubowa
Jacky Peeters zawodową karierę rozpoczynał w 1989 roku w drużynie Union Overpelt-Lommel. W 1994 roku podpisał kontrakt z RC Genk, w barwach którego w sezonie 1996/1997 zadebiutował w rozgrywkach pierwszej ligi belgijskiej. Dla Racingu belgijski obrońca rozegrał łącznie 129 ligowych spotkań, po czym latem 1998 roku przeniósł się do Arminii Bielefeld. W niemieckiej ekipie od razu wywalczył sobie miejsce w podstawowej jedenastce, jednak po dwóch sezonach spędzonych na SchücoArena wrócił do kraju. Tam został graczem KAA Gent i razem z ekipą „De Buffalo’s” przez pięć sezonów występował w rozgrywkach Jupiler League. W trakcie sezonu 2004/2005 Peeters postanowił zmienić klub. Ostatecznie trafił do KSK Heusden-Zolder, w barwach którego wystąpił w 47 meczach, a następnie przeniósł się do innego belgijskiego zespołu – Patro Eisden Maasmechelen. Tam w 2007 roku Peeters zakończył piłkarską karierę.

## Kariera reprezentacyjna
W reprezentacji Belgii Peeters zadebiutował 4 września 1999 roku w meczu przeciwko Holandii. W 2000 roku wraz z drużyną narodową pojechał na mistrzostwa Europy, na których „Czerwone Diabły” zostały wyeliminowane już w pierwszej fazie turnieju. W 2002 roku wychowanek Unionu Overpelt-Lommel wziął udział w mistrzostwach świata. Na tej imprezie Belgowie zajęli drugie miejsce w swojej grupie i awansowali do 1/8 finału. W tej fazie turnieju zespół Roberta Waseige przegrał 2:0 z późniejszymi zwycięzcami mundialu – Brazylijczykami. Peeters na boiskach Korei Południowej i Japonii zagrał w trzech spotkaniach. Łącznie dla drużyny narodowej zaliczył siedemnaście występów. Ostatni reprezentacyjny występ Peeters zaliczył 21 sierpnia 2002 roku w pojedynku z Polską.